# Baadshah – Der König der Liebe
Baadshah – Der König der Liebe (Hindi: बादशाह, bādśāh) ist ein Hindi-Film von Abbas Burmawalla und Mustan Burmawalla aus dem Jahr 1999. Es handelt sich dabei um einen genreübergreifenden Bollywood-Mix aus Verwechslungskomödie und Politthriller, in dem Shahrukh Khan mit der damals noch unbekannten Twinkle Khanna in eine Liebesgeschichte sowie in einen Polit- und Umweltskandal verwickelt wird. Bei Zee.One wurde der Film unter dem Titel Baadshah – Der verrückte Doppelagent ausgestrahlt.

## Handlung
Der wenig erfolgreiche Privatdetektiv Raj, der sich „Baadshah“ (dt. König) nennt, soll für den reichen Jhunjhunwala das Herz der schönen Seema brechen, damit sie in eine arrangierte Heirat einwilligt. Raj verliebt sich aber in sie, was zu Verwicklungen führt. Zudem arbeitet Raj an einen weiteren Auftrag in dessen Ermittlungen er mit dem CBI-Agenten Deepak verwechselt wird. Auf den hat es der Profikiller Moti abgesehen, damit sein Auftraggeber, der Industrielle Thaper, ungehindert eine wichtige Politikerin von Goa ermorden lassen kann. Die couragierte Politikerin Gayetri Bachchan droht nämlich Thaper mit einer Klage, nachdem infolge eines Giftgasunfalls in dessen Fabrik 500 Menschen ums Leben kamen. Raj bleibt nur wenig Zeit den Mord zu verhindern und die Missverständnisse aufzuklären.